# Осташёво (Московская область)
Осташёво — село в Волоколамском районе Московской области России, административный центр сельского поселения Осташёвское, носит почётное звание «Населённый пункт воинской доблести». Население — 3264 чел. (2021).

## География
Село Осташёво расположено на западе Московской области, в южной части Волоколамского района, в 20 км к югу от города Волоколамска, на берегу Рузского водохранилища, на региональной автодороге Р108 Суворово — Руза. Рядом протекают река Волошня и впадающая в неё река Демшенко.
В селе свыше 30 улиц и переулков, площадь, квартал и микрорайон. Связано автобусным сообщением с районными центрами — Волоколамском и Рузой. Ближайшие населённые пункты — деревни Лукино, Становище, Бражниково и Жулино.

## Население
| 1852  | 1859 | 1926 | 1939  | 2002  | 2006  | 2010  |
| ----- | ---- | ---- | ----- | ----- | ----- | ----- |
| 251   | ↗270 | ↘227 | ↗1136 | ↗2539 | ↗2776 | ↘2743 |
| 2021  |      |      |       |       |       |       |
| ↗3264 |      |      |       |       |       |       |

## История
В «Списке населённых мест» 1862 года Осташева — владельческая деревня 2-го стана Можайского уезда Московской губернии по Волоколамскому тракту из города Можайска, в 45 верстах от уездного города, при реке Рузе, с 35 дворами, православной церковью, заводом, 5 ярмарками, 2 фабриками и 270 жителями (137 мужчин, 133 женщины).
По данным 1890 года — центр Осташёвской волости Можайского уезда, в селе располагались волостное правление, квартира урядника и отделение почтово-телеграфной конторы, число душ мужского пола составляло 131 человек.
В 1913 году — 58 дворов, имение великого князя Константина Константиновича, почтовая контора, волостное правление, квартира урядника и пешего стражника, больница губернского земства, земское училище и трактир.
1917—1929 гг. — центр Осташёвской волости Волоколамского уезда.
По материалам Всесоюзной переписи 1926 года — центр Осташёвского сельсовета Осташёвской волости Волоколамского уезда, проживало 227 жителей (91 мужчина, 136 женщин), насчитывалось 50 крестьянских хозяйств, имелись больница, ветеринарный пункт, народный суд, агропункт, библиотека, почта-телеграф, размещался волостной исполнительный комитет.
С 1929 года — населённый пункт в составе Волоколамского района Московского округа Московской области. Постановлением ЦИК и СНК от 23 июля 1930 года округа как административно-территориальные единицы были ликвидированы.
1929—1939 гг. — центр Осташёвского сельсовета Волоколамского района.
1939—1957 гг. — центр Осташёвского района и входящего в его состав Осташёвского сельсовета.
1957—1963 гг. — центр Осташёвского сельсовета Волоколамского района.
1963—1965 гг. — центр Осташёвского сельсовета Волоколамского укрупнённого сельского района.
1965—1994 гг. — центр Осташёвского сельсовета Волоколамского района.
В 1994 году Московской областной думой было утверждено положение о местном самоуправлении в Московской области, сельские советы как административно-территориальные единицы были преобразованы в сельские округа.
1994—2006 гг. — центр Осташёвского сельского округа Волоколамского района.
С 2006 года — административный центр сельского поселения Осташёвское Волоколамского муниципального района Московской области.
В 2019 году селу присвоено почётное звание Московской области «Населённый пункт воинской доблести».

## Достопримечательности

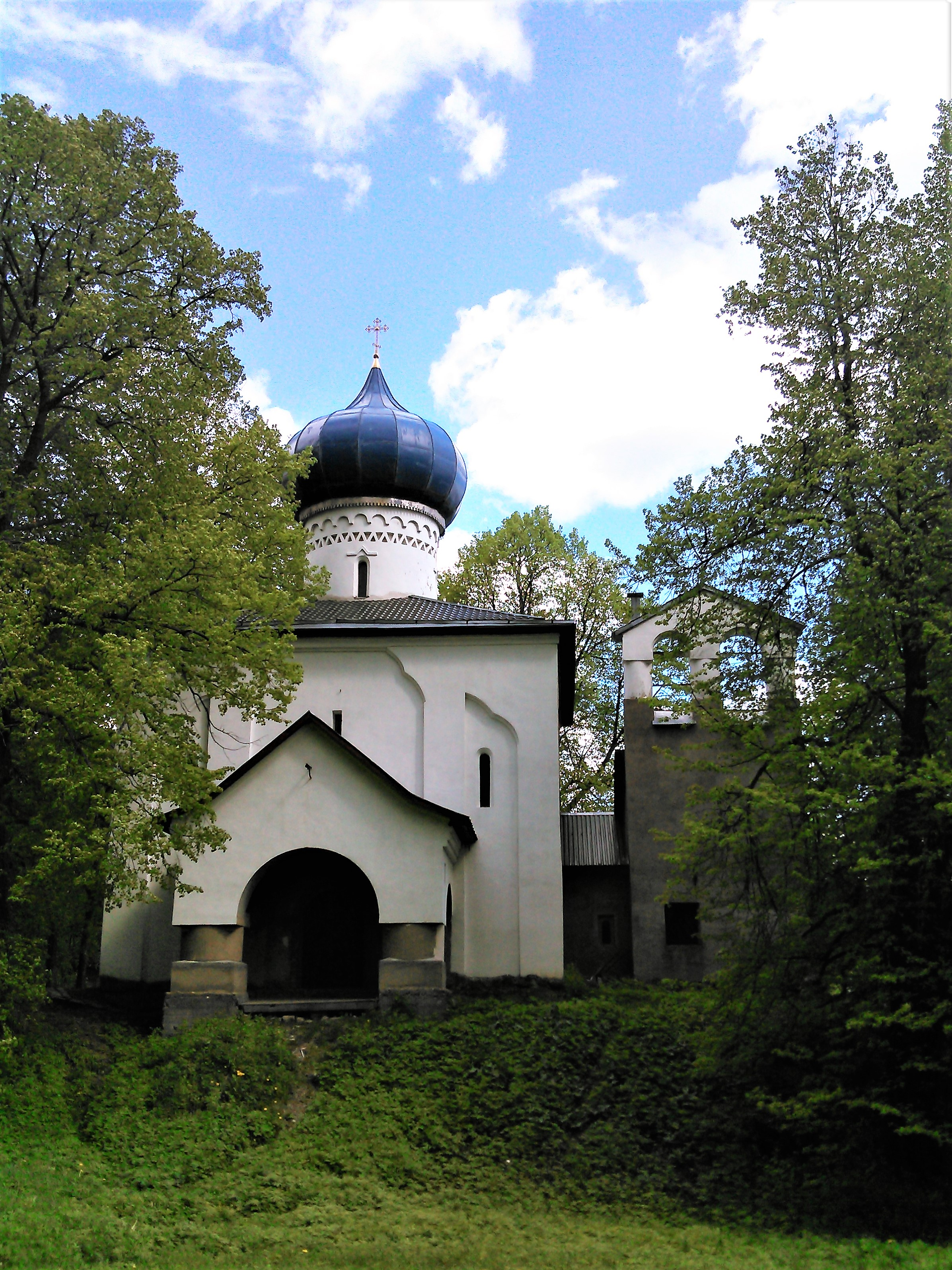
Часовня-усыпальница в Осташево

- В селе сохранились постройки усадьбы Н. Н. Муравьёва конца XVIII — начала XX вв., построенные в псевдоготическом и классическом стилях, также сохранилась церковь Олега Брянского — усыпальница последних владельцев усадьбы — Романовых. Являются объектами культурного наследия — памятниками архитектуры федерального значения[22][23].
- В 1972 году на центральной площади села Осташёво был установлен памятник «Юным героям-партизанам, погибшим в боях под Москвой в 1941—1942 годах». Архитектор — В. В. Калинин, скульптор — Д. В. Калинин[24].
- Музей семьи великого князя Константина Константиновича. Открыт в 2022 году. Расположен в здании бывшего двухклассного училища, построенного великокняжеской семьёй в 1916 году в память о князе императорской крови Олеге Константиновиче, геройски погибшем в начале Первой мировой войны[25].

## Инфраструктура и экономика
В селе есть средняя общеобразовательная школа, детский сад. Дом культуры, центр творчества и досуга «Солнышко», библиотека, краеведческий музей, больница, база Волоколамского охотничье-рыболовного хозяйства, Рузский дом рыболова (межрегионального военно-охотничьего общества центральных органов Министерства обороны РФ); гостиница «Осташевская»; сельхозпредприятие ОАО «АПО „Осташево“» и завод по производству стройматериалов на бывшей фабрике «Осташёвская игрушка». Реализуется проект коттеджного поселка на 263 участка..